# Glyptonotus antarcticus
Glyptonotus antarcticus is een pissebed uit de familie Chaetiliidae. De wetenschappelijke naam van de soort is voor het eerst geldig gepubliceerd in 1852 door Eights.